# Manuel Sola Arjona
Manuel Sola Arjona (Huéscar, provincia de Granada, 18 de abril de 1992) es un ciclista español. Debutó como profesional con el equipo Keith Mobel-Partizan en 2014. En 2017 firmó con el conjunto Caja Rural élite, tras pasar en 2016 por el Burgos-BH. Como amateur destacó ganando la Vuelta a Zamora y una de sus etapas.
Desde 2013 se dedica al entrenamiento deportivo con su marca MSA Training.

## Palmarés
- Aun no ha conseguido ninguna victoria como profesional

## Equipos
- Keith Mobel-Partizan (2014)
- Burgos BH (2016)
- Caja Rural-Seguros RGA (2017)